# 岡山市歌
「岡山市歌」（おかやましか）は、日本の岡山県岡山市が昭和時代戦前に制定した初代の市歌。
作詞・守時高樹、作曲・岡野貞一。

## 解説

### 制定経緯
1930年（昭和5年）11月に岡山市で開催された陸軍特別大演習を記念して歌詞を一般に募集し、市からの依頼により東京音楽学校教授の岡野貞一が作曲を手掛けて制定された。ビクターレコード（現在のJVCケンウッド・ビクターエンタテインメント）から発売されたSPレコードでは作詞者が審査委員を務めた尾上柴舟の名義とされているが、実際の作詞者は一般公募で入選した和気郡片上町（現在の備前市）在住の守時高樹（1897年 - 1978年）であり『岡山市史』第6巻には「尾上柴舟の選抜により、和気郡片上町守時高樹の作歌に決定せり」と記述されている。旋律は1991年（平成3年）12月31日に著作権の保護期間を満了した。
歌詞は1番から3番で産業・交通・教育の要衝として県都の発展を讃え、4番で烏城（岡山城）と後楽園に岡山藩の歴史をしのぶ内容となっている。
旧岡山市歌（昭和５年１０月）
　一、吉備の大野のゆたかになだれ
　瀬戸内海に臨めるところ
　旭の川に跨り展け
　日ごとに伸ぶる大都市こそは
　おゝわれらの大岡山市
二、西ゆ東ゆ南ゆ北ゆ
　集まり散らふ物資と人と
　商工都市のその名に恥ぢず
　陸海空の交通要地
　おゝわれらの大岡山市
三、中國一の文化の都
　榮えある誉れ國内（くにち）にみちて
　各種の校舎学徒はあふる
　教育縣のその中心地
　おゝわれらの大岡山市
四、色もいかしき烏城の天守
　鶴がね高き後楽園や
　名臣英主あとなほさやか
　歴史も富める備南の勝地
　おゝわれらの大岡山市

### 封印と「岡山市民歌」への代替わり
制定から10年余りは市の行事で盛んに演奏されたが、戦後は制定経緯に軍が絡んでいることを理由として市当局から忌避されて「封印」扱いとなり、市の主催する公的な行事での演奏は一切行われなくなった。そして、1958年（昭和33年）4月には翌1959年（昭和34年）の市制70周年を記念して2代目の「岡山市民歌」（作詞・佐藤末治、作曲・中田喜直）が制定されたため、現在は2代目の市民歌へ「代替わり」したものとみなされている。
ただし、市が問題視しているのは飽くまでも「制定経緯」であり、歌詞が大時代的であったり軍国主義を想起させる表現が含まれている訳ではない点は同時期に制定された「仙台市民歌」や「福岡市歌」とは異なる。

### 復活演奏
2007年（平成19年）から山陽女子高等学校(現：山陽学園高等学校)放送部が「広がれ岡山の歌宝」と題する復活演奏プロジェクトを作詞者の遺族らと協力して実施しており、2008年（平成20年）6月1日に山陽女子高校大音楽室で復活演奏会が行われた。
実際の復活演奏は、YouTubeで視聴することが可能。